# Бред Кавана
Бред Луис Кавана (енгл. Brad Lewis Kavanagh; 21. августа 1992, Вајтхејвен, Камбрија, Уједињено Краљевство) енглески је глумац и кантаутор. Најпознатији је по улози у ТВ серији Кућа бога Анубиса.

## Филмографија
| Улоге Бреда Каване |                                 |               |               |          |
| Година             | Српски назив                    | Изворни назив | Улога         | Напомена |
| 2008.              | Кад звоно зазвони               |               | Дилан         |          |
| 2009.              | Животна брза храна              |               | Бред          |          |
| 2011.              | Данијева кућа                   |               | Марко         |          |
| 2011—2013.         | Кућа бога Анубиса               |               | Фабијан Рутер |          |
| 2013.              | Кућа бога Анубиса: Раово мерило |               | Фабијан Рутер |          |